# Julefred
Julefred bruges på nutidsdansk mest om fredelighed i juletiden, dvs. at man lader uenigheder ligge. Der hentydes også ofte til, at julen skal være en tid uden stress, hvor man slapper af sammen med familien. I forbindelse med 1. verdenskrig hentyder julefreden til en uofficiel og uerklæret våbenhvile, som opstod spontant i et stykke af ingenmandsland mellem skyttegravene julenat 1914. Det blev i øvrigt straffet hårdt, at soldaterne på den måde opgav krigen og højtideligholdt julen med deres "modstandere" på den anden side.
Historisk var julefred en periode omkring jul, hvor der skulle herske fred.
Julefreden  udlyses stadig i Åbo, Finland hvert år den 24. december, på slaget 12 (kl. 12:00 finsk tid (UTC+2h)) fra balkonen på Brinkala Gård i Åbos centrum, sådan som det har været gjort siden 1886 i en tradition, der stammer helt tilbage fra 1320'erne. Siden 1935 har den været transmitteret i finsk radio og siden 1983 i finsk TV1, ligesom den nu kan følges i realtid på internettet. Desuden transmitteres den direkte via det europæiske tv-samarbejde, bl.a. i SVT2 kl. 10:55.

## Julefred historisk
Bestemmelserne om fred i julen stammer i Norden måske tilbage til førkristen tid. Sikkert er det, at den katolske kirke hævdede gudsfreden som en pligt for alle.
I Norge var befalingen om julefred i middelalderen gået over i selve de verdslige love: Julefreden begyndte 21. december og skulle vare i tre uger. Enhver voldsomhed, begået i denne tid, straffedes med forhøjet bøde. Disse bestemmelser stod endnu ved fuld magt i efter reformationen. I Bergens rådhusprotokol hedder det fx: "Anno 1593 paa Sct. Thomæ Dag, som er den 21de Decembris, blev sat Julefred efter Byloven."
Om Baltzer Thorbiørnsen, der havde dræbt en mand (Loden Engebretsen) i julen, meddeles det i hans fredsbrev, der blev erhvervet 28. april 1569, at hans bøder skulle fordobles, fordi han havde brudt julefreden.
For at sikre denne julefred var det især i byerne nødvendigt samtidig at forstærke vagten. På ovennævnte dag i Bergen blev derfor også "Julevagten tiiskikket". Ved julevagt forstod man ikke blot forøget vagtmandskab, men, så vidt det lader, en vagt, der besørgedes af borgerne selv. I talrig flok, hver borger ledsaget af sine tjenere, gik de så om, væbnede med kårder og med en lygte i hånden. Ved alle "almenninger" i Bergen gjorde de holdt og råbte: "Vagt i ho!" (Norske Magazin, II, s. 228). Denne vagttjeneste var, selv om den gik på tur, temmelig besværlig, og den fristelse lå nær at falde ind undervejs hos venner og bekendte. Beskrivelsen af et "rundt gæstebud" i Bergen i julen 1563 ender derfor også med følgende korte, men malende angivelse: "Der kom og Julevagten ind. De fik nok" (Norske Magazin, I, s. 209).
Hele Norden over gjaldt den form for julefred, at så længe julen varede, skulle alle retstrætter hvile (se fx Danske Magazin. V, s. 338), og i hjemmet måtte intet arbejde foretages undtagen det aldeles nødvendige, som kvægets fodring og lignende. Alt brænde til huset skulle være hugget i forvejen. Særlig sky nærede man for sysler med hjullignende bevægelser, som at spinde, vinde garn, bore med bor, der antoges at ville forvolde både den, der udførte dem, og gårdens besætning skade. Julen igennem troede man nemlig, at solen selv holdt sig i ro, intet andet måtte da heller bevæges rundt (Evald Tang Kristensen: Det jyske almueliv, IV, s. 101; Wuttke: Der deutsche Volksaberglaube, 2. udgave, s. 67). Et betegnende eksempel på denne skræk anfører en forfatter fra omkring 1700, idet han fortæller om en bondekone, der, da hendes pige før Hellig tre konger ville røre ved rokken, fór til og sagde: "For Guds hellige Døds skyld, spind ikke nu! Jeg har ikkun een Ko, den vil jeg ikke miste" (Bircherod: Palæstra antiquaria, Hafniæ 1688, s. 91; Jørgen Sorterup: Prodromus Calend., 1722, s. 57; Thottske Samling no. 1466, 4to; Niels Blicher: Topographie over Vium Præstekald, Viborg 1795, s. 209-21). Lignende overtro holdt sig både i Jylland og på Sjælland op i 1800-tallet (Evald Tang Kristensen: Det jyske almueliv, IV, s. 101; Sv. Grundtvig: Gamle danske Minder, I, København 1861, s. 9).
Et ganske eget udtryk fik julefreden, idet den udstraktes til dyrene tillige. Så længe julen varede, skulle mennesket holde fred selv med sine arvefjender: Ulve, bjørne, rotter, mus og
end ikke udæske dem ved at nævne dem ved rette navn, da ingen kunne vide, hvem der var klædt i sådan ham. "Ved juletid forvandles mennesker til ulve", siger Olaus Magnus, "og de udfører meget ondt." For at sikre sig skulle man derfor kalde dem med fremmede navne: Ulven "gråben", bjørnen "den gamle i pelsen", musene "de små grå" eller "tede", rotterne "de store" eller "de langrumpede" osv Vanskeligt stedt var man med familienavnet Mus. I Havdrup Sogn på Sjælland brugte man endnu ved midten af 1700-tallet at kalde den derværende præst, hr. Laurids Muus (død 1778), hvert år, så længe julen varede, "hr. Tede" (Jørgen Sorterup: Prodromus Calend., 1722, s. 57; Thottske Samling no. 1466, 4to; Thiele: Danmarks Folkesagn, III, s. 48; Erich Christian Werlauff: Hist. Antegnelser til Ludv. Holbergs atten første Lystspil, København 1858, s. 399).
En forvalter af samme navn i Jylland kaldtes i julen "forvalter Uting".
Langt op i 1800-tallet nærede man på landet i Jylland sky for i julen at nævne blot ordene loppe eller lus. De skulle kaldes "de sorte" og "de grånakkede", "ellers blive de myndige" (Evald Tang Kristensen: Det jyske almueliv, IV, s. 100 no. 23-25).

## Note
1. ↑  "www.turku.fi » Julstaden » Julfred och ekumeni". Arkiveret fra originalen 8. oktober 2007. Hentet 23. december 2007.